# Бураш
Бура́ш (укр. Бураш, крымскотат. Buraş, Бураш) — исчезнувшее село в Ленинском районе Республики Крым, располагавшееся на северо-востоке района и Керченского полуострова, примерно в 3,5 км к северо-востоку от современного села Багерово.

## История
Впервые в доступных источниках не встречается в«Ведомости о казённых волостях Таврической губернии 1829 года», согласно которой Бураш, после реформы волостного деления 1829 года, отнесли к Чурубашской волости (переименованной из Аккозской). На карте 1836 года в деревне 8 дворов, а на карте 1842 года Бураш обозначен условным знаком «малая деревня», то есть, менее 5 дворов. Отмечена на трёхверстовой карте 1865—1876 года, на которой в деревне Бураш обозначено 4 двора. В дальнейшем в доступных источниках не встречается.